# Delmas (compagnie maritime)
Pour les articles homonymes, voir Delmas.
Delmas est une compagnie maritime française, spécialisée dans le transport depuis et vers l'Afrique. Elle fait partie du groupe CMA-CGM.

## Histoire

### Fondation
En 1867, les frères Frank et Julien Delmas, fils du pasteur Louis Delmas, créent à La Rochelle l'armement Frank Delmas & Cie. Leur première activité se borne à l'armement d'un petit vapeur qui fait la liaison régulière entre La Rochelle et l'île de Ré. La ligne est plus régulière que ses concurrents qui fonctionnent encore à la voile et bien appréciée. Les bénéfices permettent d'armer un second bateau qui fait cette fois la liaison avec l'île d'Oléron. 

### Essor de la compagnie Delmas
En 1871, la France perd l'Alsace-Moselle ; le traité de Francfort précise que ceux des habitants de ce territoire qui voudront garder la nationalité française devront avoir quitté le territoire avant la le 1er octobre 1872. C'est le cas d'un autre frère Delmas, Émile, marié en Alsace à Irma Thierry, fille d'un riche industriel mulhousien. Il revient alors à La Rochelle et entre en 1873, muni d'un fort capital, dans la société familiale qui devient alors la Compagnie Delmas Frères. La compagnie commence alors sa diversification : fret vers la Grande-Bretagne et l'Afrique du nord avec importation de charbon gallois et de vin algérien au retour, deux denrées très demandées dans le contexte créé par la croissance économique et la crise du phylloxera. 
Le Cévenol Léonce Vieljeux, gendre de Frank Delmas depuis 1895, entre dans la société en 1898. En 1919, il prend la tête de la compagnie dont le nom devient Delmas Frères et Vieljeux, puis Compagnie Delmas-Vieljeux, en 1935. Léonce Vieljeux va fortement développer l'activité de la compagnie en direction de l'Afrique noire et du transport de bois exotiques sous forme de grumes. Malgré les lourds investissements nécessaires car les navires de transport de grumes doivent être adaptés au transport de ces charges très lourdes, cette décision stratégique s'avère payante car la compagnie n'a pratiquement pas de concurrents, en tout cas dans la direction de l'Afrique. Dès 1922, la compagnie dispose de son propre chantier naval à La Pallice ; il emploie près de 900 personnes en 1947. L'influence de Delmas-Vieljeux sur les ports de La Rochelle et de La Pallice en font durablement les ports leaders de l'importation de grumes en France. En 1938, les Chantiers Navals de la Pallice ouvrent une école d’apprentissage qui recrute entre 20 et 80 jeunes de 14 ans par an en fonction de ses besoins.

### Dommages dus aux guerres
Les deux guerres mondiales sont des épreuves qui voient à chaque fois péricliter la quasi-totalité des bâtiments, qui sont coulés ou endommagés, mais la compagnie parvient à chaque fois à se redresser, relancée par l'importation de charbon en 1919, et avec le commerce du bois africain en 1945. La compagnie va toutefois perdre son principal dirigeant pendant la Seconde Guerre mondiale.

### Une entreprise en résistance
Maire de La Rochelle de 1930 jusqu'à sa destitution par l'occupant le 27 septembre 1940, Léonce Vieljeux refuse d'emblée de discuter avec un lieutenant allemand venu faire flotter le drapeau allemand sur la mairie, arguant de son grade d'officier supérieur (il est colonel de réserve, ancien combattant de 1914-1918 décoré de la Légion d'honneur). Il organise avec ses cousins et amis, et avec de nombreux collaborateurs de la compagnie, le réseau de résistance Alliance qui fournit à Londres des informations sur le trafic portuaire rochelais, et des faux emplois aux requis du STO.
Après une première expulsion temporaire de La Rochelle, il reprend ses activités résistantes, logeant au-dessus de ses bureaux. Dénoncé ainsi que d'autres membres du réseau Alliance, Léonce Vieljeux est arrêté par la Gestapo le 14 mars 1944, pour avoir protégé la fuite de deux de ses ouvriers ; il est arrêté ainsi que son petit-fils Yann Roullet, pasteur à Mougon (Deux-Sèvres), ses neveux Franck Delmas et Jean Chapron ainsi que Joseph Camaret, ingénieur en chef des chantiers Delmas-Vieljeux. Tous appartiennent au réseau Alliance ou ont protégé ses membres. Ce petit groupe est rapidement transféré à Drancy puis au camp de concentration du Struthof-Natzwiller, où, dans la nuit du 1er au 2 septembre,, 108 membres du réseau sont exécutés par balle par les SS puis incinérés, sur ordre de Erich Isselhorst, chef de la Sicherheitspolizei de Strasbourg.

### L'après-guerre
A la libération, la compagnie veut marquer son renouveau en faisant peindre en bleu les cheminées des navires, qui avaient été noires dès l'origine en signe de deuil après la perte de l’Alsace-Lorraine. Elle utilise alors des liberty-ships mis à disposition par l’État français. En 1947, la société devient Société Navale Delmas-Vieljeux (SNDV). La même année, Tristan Vieljeux, petit-fils de Léonce Vieljeux, entre dans l’entreprise familiale après avoir passé quelques années dans une société concurrente. Il devient le secrétaire général de la compagnie en 1953 et son PDG en 1964. Il va propulser Delmas-Vieljeux au plus haut de la hiérarchie des sociétés de transport maritime, notamment entre l’Europe et l’Afrique, en faisant l’acquisition de nombreuses compagnies.
En 1971, il reprend les activités maritimes et portuaires des Chargeurs Réunis et fonde la SNCDV (Société Navale Chargeurs Delmas-Vieljeux) qui devient le numéro 1 en Afrique de l’Ouest. L'entreprise se développe encore davantage, en parvenant la première à implanter le transport par conteneurs en Afrique, et en proposant des services de transport intégrés. L'entreprise prend également à cette époque des positions dans l’Océan Indien, dans le Golfe Persique et aux Antilles.
De 1986 a 1992 l'entreprise rachète progressivement à la Maison Worms & Cie la totalité du capital de la Nouvelle Compagnie Havraise Péninsulaire (NCHP), une compagnie maritime desservant le moyen orient et l'Afrique de l'est.

### La fin de l'entreprise familiale
En 1985, la société porte un nouveau nom Société Navale et Commerciale Delmas-Vieljeux, mais en 1991 Vincent Bolloré prend le contrôle de la société. Il met en minorité Tristan Vieljeux qui quitte la direction de la Compagnie.
En septembre 2005, le groupe Bolloré vend la compagnie Delmas pour 600 millions d'euros à la CMA-CGM. En janvier 2006, la compagnie est intégrée à ce groupe, 3e mondial du transport de conteneurs.

## Emblème

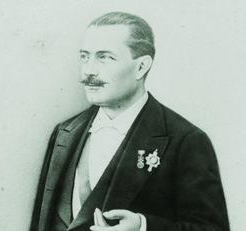
Émile Delmas

En 1871, Émile Delmas le frère aîné de la famille Delmas quitte l'Alsace (annexée à l' Allemagne) et rejoint ses frères à La Rochelle. En souvenir de la province qu'il a été contraint de quitter pour rester français, il propose la Roue de Mulhouse comme emblème de la société. En effet, celle-ci, une roue de moulin à 8 aubes, figure sur les armoiries de Mulhouse, la ville des moulins.

## Navires
- 1939 : 6 navires plus 13 navires de la Compagnie des chemins de fer de l'Ouest en gérance
- 1957 : 20 navires
- 1960 : 30 navires
- 1994 : 14 navires
- 2008 : 76 navires (hors les navires en location)